# Genet Gebregiorgis
Genet Gebregiorgis (amharisch ገነት ገብረጊዮርጊስ; * 28. Juli 1975) ist eine äthiopische Langstrecken- und Crossläuferin.
1995 gewann sie die Bronzemedaille im 1500-Meter-Lauf bei den Afrikaspielen in Harare.
Bei den Leichtathletik-Weltmeisterschaften 1997 in Athen schied sie im 5000-Meter-Vorlauf mit 16:04:40 min auf Platz 16 aus.
1996 in Kopenhagen und 1998 in Manaus wurde sie Weltmeisterin bei den IAAF World Road Relay Championships.
Außerdem gewann sie zwei Goldmedaillen (2001, 2002) und drei Silbermedaillen (1998, 1999 und 2000) in der Teamwertung bei den Crosslauf-Weltmeisterschaften.
2008 gewann sie den Vancouver Sun Run nach 33:35 min.

## Persönliche Bestzeiten
- 1500 m: 4:08,05 min, 13. Juni 1999, Nürnberg
- 3000 m: 8:42,39 min, 29. Juni 2001, Rom
- 5000 m: 16:04,40 min, 7. August 1997, Athen
- 5-km-Straßenlauf: 15:52 min, 7. April 2002, Carlsbad